# Verband Chorleitung Nordwestschweiz
Der Verband Chorleitung Nordwestschweiz (VChN; bis 2014 Nordwestschweizerischer Chordirigentenverband (NWCHV)) ist der Berufsverband der Chorleiter und Chorleiterinnen in der Nordwestschweiz, die eine professionelle Ausbildung vorweisen können. Aktuell zählt der Verband 77 Mitglieder aus den Kantonen Basel-Stadt, Basel-Landschaft sowie angrenzenden Regionen der Kantone Aargau und Solothurn. Der VChN dient als berufliches Netzwerk für seine Mitglieder und zu deren Austausch untereinander. Jährlich werden Weiterbildungen im Chorleitungsbereich veranstaltet (z. B. 2018 mit Ēriks Ešenvalds).

## Geschichte
1934 wandten sich mehrere Basler Chordirigenten in einer Petition an den Zentralvorstand des Eidgenössischen Sängervereins (seit 1977 in der Schweizerischen Chorvereinigung integriert), drei Jurymitglieder des bevorstehenden Eidgenössischen Gesangsfest 1935 in Basel mangels Qualifikation auszuwechseln. Nach erfolgreicher Umsetzung des Petitionsbegehrens wurde die Gründung des Nordwestschweizerischen Chordirigentenverbands beschlossen, diese erfolgte am 16. März 1935 in Basel. Als Gründungspräsident wurde der bekannte Komponist Walther Aeschbacher gewählt. In den ersten Jahren formte der Verband seine Strukturen: Das Verbandsorgan Mitteilungen wurde initiiert, eine eigene Bibliothek wurde angelegt und Vortragsreihen wurden organisiert, an welchen u. a. Edgar Refardt, Conrad Beck, Walter Müller von Kulm, Fritz Gersbach und Joseph Bovet referierten.
1955 formierte sich der Verband mit dem Kantonalverband baselstädtischer Gesangvereine (seit 2003 im Chorverband beider Basel integriert) zu einer Arbeitsgemeinschaft zur Förderung des Chorgesangs in der Region. Aeschbachers Nachfolger Ernst Müller initiierte am Radio Basel die Sendung Ich singe mit, wenn alles singt. Als Höhepunkt dieser Kooperation wurde unter dem Patronat von Nationalratspräsident Eugen Dietschi am 1. März 1959 ein Tag des Liedes im Stadtcasino Basel veranstaltet.
Seit der Gründung besteht eine enge Zusammenarbeit mit dem drei Jahre älteren Ostschweizerischen Berufsdirigentenverband, mit welchem von 1936 bis 1986 Solisten-Auditionen veranstaltet wurden und bis heute gemeinsame Weiterbildungskurse im Chorleitungsbereich angeboten werden.
2010 feierte der Verband sein 75-Jahr-Jubiläum mit einem grossen Festkonzert unter Beteiligung von seinen Mitgliedern geleiteter Chören aus der Region. Im selben Jahr trat er der neugegründeten IG CHorama bei. 2014 wurde der Name geschlechterneutral geändert.
Das Verbandsarchiv ist seit 2018 im Staatsarchiv Basel-Stadt katalogisiert.

## Präsidenten
- Walther Aeschbacher (1935 bis 1943)
- Ernst Müller (1943 bis 1948)
- Paul Schaller (1948 bis 1958)
- Felix Brodtbeck (1958 bis 1982)
- Rudolf Jaggi (1982 bis 1987)
- Christian Furer (1987 bis 1996)
- Christoph Herrmann (1996 bis 2002)
- Jürg Siegrist (2002 bis 2012)
- Christoph Huldi (2012 bis 2017)
- David Rossel (seit 2017)